# Церква Богоявлення Господнього (Орявчик)
Церква Богоявлення Господнього (інша назва — Святого Луки) — чинна дерев'яна церква бойківського типу, пам'ятка архітектури національного значення (охоронний номер 1417), у селі Орявчик Стрийського району на Львівщині. Парафія належить до Сколівського благочиння Дрогобицько-Самбірської єпархії Православної церкви України.

## Історія
Церква у присілку Орявчика під назвою Ростоки під Митою або Ростока Вижня відмічена на мапах кінця XIX століття. Сучасна церква Богоявлення була зведена майстром Стефаном Косиловичем у 1862 році, про що свідчить напис на одвірку західних дверей (проте шематизми Львівської архієпархії подають іншу дату — 1865 рік). Зразком для будівництва цієї церкви став храм Святого Миколая в с. Кривка (розібраний і перевезений до Львівського музею народної архітектури та побуту в 1930 році).
У 1990-х роках була проведена реконструкція, в ході якої були замінені покрівля та куполи церкви.
Парохами були:
- о. Еміліян Петрович (1909—1924)
- о. Юліан Оришкевич (1924—1935)
- о. Мирон Горинь (1935—1943)

## Опис

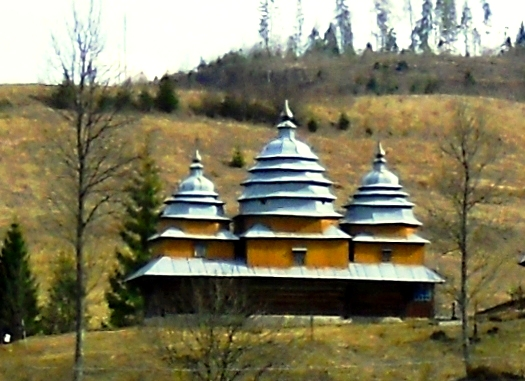

Вида на церкву, дзвіницю та фрагмент цвинтаря у 1937 році.

Церква Богоявлення Господнього стоїть на схилі гори, над потоком, на сільському цвинтарі. Зведена у період найбільшого розквіту бойківської архітектурно-будівельної школи, вона вирізняється вишуканими пропорціями і виразним силуетом. Дерев'яна, класичного бойківського типу — тризрубна, триверха, орієнтована вівтарем на північний схід. Зруби квадратні у плані, бабинець і вівтарна частина — менші за розміром, ніж нава, яка є композиційним центром споруди. До бабинця прибудовано рівноширокий засклений ґанок, на 2-му ярусі — галерею. По периметру церкву оперізує широке опасання на фігурних кронштейнах, яке задає горизонтальний ритм членувань.
Верхи вежоподібні, восьмигранні, аналогічно до зрубів відрізняються за розмірами: центральний зруб має п'ятизаломний верх із перехватом в основі, два інші верхи заввишки значно менші, верх над бабинцем має три заломи, над вівтарною частиною — два. Первісно верхи завершувалися восьмигранними пірамідами, пізніше замінені на сферичні бані. Покриття первісно було ґонтове, пізніше замінене на бляшане. Особливістю орявчицької церкви було те, що ще на початку XX століття вона мала рідкісну старовинну конструкцію закінчення верхів. Через те, що ґонт не давав змоги ущільнити гостре верхів'я пірамідального верху та забезпечити належний захист від дощу, вершок зазвичай оббивали бляхою, але в деяких церквах, зокрема, в Орявчику використовувалася спеціальна конструкція у вигляді скляної грушовидної (іноді кулястої) насадки, настромленої на стрижень, в який вставлявся кований металевий хрест. Такі насадки, на думку деяких істориків, зокрема, Михайла Драґана, застосовувалися в народній архітектурі ще з дохристиянських часів, а в сакральну архітектуру перейшли за традицією. Втім, вже в XX столітті після чергового ремонту в Богоявленській церкві цю насадку прибрали.
В інтер'єрі простір всіх верхів відкритий у висоту, верхи на різному рівні перетинаються сволоками.
Західніше церкви стоїть дерев'яна, квадратна у плані, триярусна приземкувата дзвіниця, зведена у 1801 році, про що свідчить напис на одвірку. Можливо, була перевезена з іншого місця після будівництва церкви. Перший ярус зрубний, оперезаний піддашшям на фігурних кронштейнах, два вищих яруси — каскадної конструкції, мають вигляд відкритих аркад-галерей. Увінчує дзвіницю невисокий восьмигранний намет із декоративною маківкою.
Богоявленська церква і дзвіниця утворюють виразний ансамбль бойківської сакральної архітектури та є пам'яткою архітектури національного значення.